# Clifford Durr
Clifford Durr (Montgomery, 2 marzo 1899 – Contea di Elmore, 12 maggio 1975) è stato un avvocato e attivista statunitense.

## Biografia
Dopo aver studiato all'università dell'Alabama, divenne un avvocato celebre per aver difeso personaggi quali Rosa Parks. Nel 1926, sposò Virginia Foster. Nominato dal presidente degli Stati Uniti d'America nella Federal Communications Commission.
Dopo il caso del boicottaggio dei bus a Montgomery,  Durr continuò a battersi quale attivista per i diritti civili. Morì nel 1975.
| Controllo di autorità | VIAF (EN) 50025064 · ISNI (EN) 0000 0000 2706 2536 · LCCN (EN) n86042474 · GND (DE) 118944967 · J9U (EN, HE) 987007337094205171 |